# خاویر ولاسکز
خاویر ولاسکز (انگلیسی: Javier Velázquez؛ زادهٔ ۳ فوریهٔ ۱۹۸۴) بازیکن فوتبال اهل آرژانتین است.